# Провізоричний науковий інститут в руській мові
Studium rutenum (Студіум рутенум, офіційна назва — «Провізоричний науковий інститут в руській мові») — тимчасова навчальна установа, яка існувала при Львівському університеті в 1787–1809 роках. Заснована указом від 9 березня 1787 року імператора Йосифа II.
Інститут був призначений для підготовки кандидатів на посади греко-католицьких священиків. Студенти «Studium rutenum» через незнання латинської мови не могли навчатися на теологічному факультеті Львівського університету. Навчання у «Studium rutenum» проводилось українською (руською). Існувало два відділи:
- філософський (термін навчання 2 роки). На ньому вивчали логіку, етику і метафізику, математику, фізику;
- богословський (5 років). Відділ мав у своєму складі шість кафедр: церковної історії, єврейської мови і герменевтики Старого Завіту, грецької мови і герменевтики Нового Завіту, догматики, морального богослов'я, церковного права.

Організацією інституту зайнялися ректор Греко-католицької генеральної семінарії Михайло Щавницький та декан філософського факультету Мартинович. Викладачі «Studium rutenum» обирались на конкурсній основі. Перевага надавалась тим викладачам, які мали власний переклад відповідного підручника, що давало можливість зменшувати брак необхідної навчальної літератури.
«Studium rutenum» мав власну бібліотеку, основу якої становили твори з богослов'я та педагогіки, частина з яких надійшла з університетської бібліотеки.
До «Studium rutenum» могли вступати кандидати, які досягли 17-річного віку, вміли читати і писати українською мовою, а також мали довідки про стан здоров'я, про походження з Галичини тощо.
Для проживання студентам «Studium rutenum» було надано приміщення греко-католицької генеральної семінарії. Заняття проходили у семінарії та в університеті.
Навчання, як і в університеті, розпочиналося 3 грудня, згодом — з 1 вересня.
Студенти складали два іспити на рік — у січні та червні.
У «Studium rutenum» одночасно навчалось 168 вихованців із двох дієцезій — Перемиської і Львівської.
За весь час існування «Studium rutenum» у ньому навчалося 470 студентів. У навчальному закладі викладали відомі вчені і діячі — Петро Лодій, Ян Земанчик, Михайло Гарасевич, Антін Ангелович, Іван Лаврівський, Михайло Левицький, Т. Захаріясевич, І. Мохнацький, Арсеній Радкевич, Модест Гриневецький, А. Павлович та інші.
Збільшення кількості студентів, які знали латинську і могли навчатися у Львівському університеті, спричинило протягом 1808 — 1809 поступове закриття цього навчального закладу.
Вихованці «Studium rutenum» відіграли вагому роль у національному відродженні Галичини у 1830 роках і революції 1848—1849 років в Австрійській імперії.